# محمد العذاري
هو محمد بن الحاج علي بن الحاج حسين العذاري. هو فقيه زاهد وإمام خطيب.
ولد في مدينة مساكن في منطقة الساحل التونسي ونشأ بها وتعلم في مساجدها وقرأ على شيوخها ومنهم الشيخ أحمد بن الصغير الذي انتفع به وقام مقامه في التدريس.

## أعماله
برع في الكتابة ونسخ الكتب وقد اطلعت على نسخة من مختصر خليل مكتوبة بيده يقول إنها إنّها كتبها لنفسه وتاريخ نسخ الجزء الثاني من الكتاب هو آخر شهر شوال لسنة1222هـ أي ما يوافق 1807م، أي أنّ عمره آنذاك كان اثنتين وثلاثين سنة.
ونظرا لمكانته العلمية فقد اختاره أهل بلده في خطة إمامة الجامع الكبير خلفا للشيخ محمد بن عبد الكريم الذي تنازل لفائدته عن خطة الخطابة. وواصل مهمة الخطابة في الجامع الكبير إلى أن توفي وخلف ابنه محمد في نفس الخطة. وإلى جانب الخطابة كان الشيخ العذاري يدرّس بالجامع الأوسط ويلقي الدروس في الحديث والفقه، وكان يُعرف بحبه لتدريس كتاب مختصر البخاري، وكتاب رسالة ابن أبي زيد القيرواني في الفقه.
اشتهر الشيخ العذاري بالصلاح والزهد حتى اعتقد الناس في بركته. إلا أنه لم يتمكن من منع مشاركة عدد من أهل مساكن في الثورة ضد الباي عام 1864 رغم وعظه للثائرين وتحذيرهم من أخطار الفتن وويلاتها.
ونقل المؤرخ ابن أبي الضياف في كتابه إتحاف أهل الزمان في الجزء الثامن قول الثائرين الرافضين لوساطته: «لو يأتينا نبي ما نقبله». وقالوا أيضا لما أتاهم الشيخ عبد الوارث المدني يعظهم ويحذرهم من الثورة: «ما بال هؤلاء يرسلون إلينا في البباصين وفي بلدنا بباص يبكي كل يوم في الجامع».
توفي الشيخ العذاري يوم 3 رمضان 1281هـ/1865م بمساكن وقد أخطأ ابن أبي الضياف في تحديد الوفاة بسنة 1282للهجرة. ودفن في مقبرة جنوب المدينة صارت تُعرف به إلى الوقت الحاضر. وواصل الناس الاعتقاد في بركته فبنوا قبة على قبره وكثفوا من زياراته خاصة في المواسم الدينية.